# Galina Kastel
Pour les articles homonymes, voir Kastel (homonymie).
Galina Kastel (en russe : Галина Ричардовна Кастель, ISO 9 : Galina Ričardovna Kastel') est une astronome soviétique.

## Biographie
Le Centre des planètes mineures lui crédite la découverte de neuf astéroïdes, effectuée en 1990, toutes avec la collaboration de Lioudmila Jouravliova ou de Lioudmila Karatchkina.
L'astéroïde (3982) Kastel' lui a été dédié.
| (5781) Barkhatova | 24 septembre 1990 |
| (6719) Gallaj     | 16 octobre 1990   |
| (7413) Galibina   | 24 septembre 1990 |
| (8088) Australia  | 23 septembre 1990 |
| (10090) Sikorsky  | 13 octobre 1990   |
| (12704) Tupolev   | 24 septembre 1990 |
| (19994) Tresini   | 13 octobre 1990   |
| (24697) Rastrelli | 24 septembre 1990 |
| (32807) Quarenghi | 24 septembre 1990 |